# جو كوب (لاعب كرة قاعدة)
جو كوب (بالإنجليزية: Joe Cobb)‏ هو لاعب كرة قاعدة أمريكي، ولد في 24 يناير 1895 في Hudson, Pennsylvania ‏ في الولايات المتحدة، وتوفي في 24 ديسمبر 1947 في ألينتاون في الولايات المتحدة.

## وصلات خارجية
- جو كوب على موقعبيزبول رفرنس.كوم (الدوري الرئيسي) (الإنجليزية)
- جو كوب على موقعبيزبول رفرنس.كوم (الدوري الثانوي) (الإنجليزية)